# 2003 en Alberta
Chronologie de l'Alberta
- 1999
- 2000
- 2001
- 2002
- 2003
- 2004
- 2005
- 2006
- 2007

Cette page concerne des événements qui se sont produits durant l'année 2003 dans la province canadienne de l'Alberta.

## Politique
- Premier ministre : Ralph Klein du parti Progressiste-conservateur
- Chef de l'Opposition :
- Lieutenant-gouverneur :  Lois Hole.
- Législature :